# Псевдобыстрота

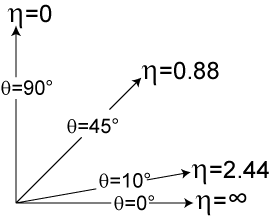
При возрастании угла от нуля, псевдобыстрота уменьшается от бесконечности. В физике элементарных частиц угол обычно измеряется по отношению к оси пучка.

Псевдобыстрота́ {\displaystyle \eta } — безразмерная физическая величина, показывающая, насколько направление движения элементарной частицы отличается от направления оси пучка, и определяемая как
{\displaystyle \eta =-\ln \left[\operatorname {tg} \left({\frac {\theta }{2}}\right)\right],}
где {\displaystyle \theta } — угол между направлением импульса частицы {\displaystyle {\vec {p}}} и осью пучка. Псевдобыстрота может быть выражена через компоненты импульса следующим образом:
{\displaystyle \eta ={\frac {1}{2}}\ln \left({\frac {\left|{\vec {p}}\right|+p_{L}}{\left|{\vec {p}}\right|-p_{L}}}\right),}
где pL — продольная (направленная вдоль оси пучка) компонента импульса.
В физике адронов на коллайдерах полярный угол отклонения направления частиц от оси пучка обычно выражают в единицах псевдобыстроты, так как плотность числа рожденных частиц приблизительно пропорциональна диапазону по псевдобыстроте, а также потому, что разница в быстроте двух частиц инвариантна относительно преобразования Лоренца вдоль оси пучка. В ультрарелятивистском пределе, когда скорость частицы приближается к скорости света (или отношение массы частицы к её импульсу стремится к нулю), псевдобыстрота становится близкой по величине к быстроте.
Ниже приведены примеры некоторых значений угла и псевдобыстроты:
| {\displaystyle \theta } (градусы) | {\displaystyle \eta } |
| --------------------------------- | --------------------- |
| 0                                 | ∞                     |
| 5                                 | 3,13                  |
| 10                                | 2,44                  |
| 20                                | 1,74                  |
| 30                                | 1,31                  |
| 45                                | 0,88                  |
| 60                                | 0,55                  |
| 80                                | 0,175                 |
| 90                                | 0                     |